# Cheng Wen-hsing
Cheng Wen-hsing (chiń. 程文欣; pinyin Chéng Wénxīn; ur. 24 lutego 1982 w Tajpej) – tajwańska badmintonistka.

## Kariera
Zawodniczka trzykrotnie brała udział w igrzyskach olimpijskich. W Atenach startowała razem z Chien Yu-chin w grze podwójnej kobiet i wraz z Tsai Chia-hsin w mikście – w obu przypadkach odpadła w 1/8 finału. W Pekinie razem z Chien Yu-chin w grze podwójnej kobiet – odpadła w ćwierćfinałach. W Londynie w grze mieszanej odpadła w fazie grupowej, natomiast w deblu odpadła w ćwierćfinale.
Poza występami olimpijskimi zdobywała medale:
- mistrzostw świata (2010: brąz w deblu);
- mistrzostw Azji (2008: srebro w deblu i brąz w mikście[1], 2009: brąz w deblu[2], 2010: brąz w deblu);
- igrzysk azjatyckich (2010: brąz w mikście);
- uniwersjady (2007: złoto w deblu, srebro w mikście i brąz drużynowo).